# Campeonato Cearense Série B 2023
In 2023 werd het 35ste Campeonato Cearense Série B gespeeld voor voetbalclubs uit de Braziliaanse staat Ceará. De competitie werd georganiseerd door de FCF en werd gespeeld van 4 februari tot 16 april. Horizonte werd kampioen.

## Eerste fase
| Plaats | Club              | Wed. | W | G | V | Saldo | Ptn. |
| ------ | ----------------- | ---- | - | - | - | ----- | ---- |
| 1.     | Icasa             | 9    | 5 | 2 | 2 | 10:7  | 17   |
| 2.     | Guarany de Sobral | 9    | 5 | 1 | 3 | 11:7  | 16   |
| 3.     | Itapipoca         | 9    | 4 | 3 | 2 | 16:10 | 15   |
| 4.     | Floresta          | 9    | 4 | 3 | 2 | 15:10 | 15   |
| 5.     | Pacatuba          | 9    | 4 | 3 | 2 | 7:4   | 15   |
| 6.     | Horizonte         | 9    | 3 | 3 | 3 | 11:10 | 12   |
| 7.     | Tirol             | 9    | 2 | 5 | 2 | 10:9  | 11   |
| 8.     | Tiradentes        | 9    | 3 | 1 | 5 | 8:17  | 10   |
| 9.     | Crateús           | 9    | 1 | 3 | 5 | 6:11  | 6    |
| 10.    | Crato             | 9    | 1 | 2 | 6 | 5:14  | 5    |

|  | Geplaatst voor derde fase  |
|  | Geplaatst voor tweede fase |
|  | Degradatie                 |

## Tweede fase
| Team #1   | Tot.  | Team #2   | 1ste wed | 2de wed |
| --------- | ----- | --------- | -------- | ------- |
| Itapipoca | 1 - 2 | Horizonte | 1 - 1    | 0 - 1   |
| Floresta  | 1 - 0 | Pacatuba  | 1 - 0    | 0 - 0   |

## Derde fase
| Plaats | Club              | Wed. | W | G | V | Saldo | Ptn. |
| ------ | ----------------- | ---- | - | - | - | ----- | ---- |
| 1.     | Horizonte         | 3    | 2 | 1 | 0 | 6:3   | 7    |
| 2.     | Floresta          | 3    | 1 | 2 | 0 | 4:1   | 5    |
| 3.     | Icasa             | 3    | 1 | 1 | 1 | 2:2   | 4    |
| 4.     | Guarany de Sobral | 3    | 0 | 0 | 3 | 1:7   | 0    |

|  | Kampioen     |
|  | Vicekampioen |

## Eindstand
| Plaats | Club              | Wed. | W | G | V | Saldo | Ptn. |
| ------ | ----------------- | ---- | - | - | - | ----- | ---- |
| 1.     | Horizonte         | 14   | 6 | 5 | 3 | 19:14 | 23   |
| 2.     | Floresta          | 14   | 6 | 6 | 2 | 20:11 | 24   |
| 3.     | Icasa             | 12   | 6 | 3 | 3 | 12:9  | 21   |
| 4.     | Guarany de Sobral | 12   | 5 | 1 | 6 | 12:14 | 16   |
| 5.     | Itapipoca         | 11   | 4 | 4 | 3 | 17:12 | 16   |
| 6.     | Pacatuba          | 11   | 4 | 4 | 3 | 7:5   | 16   |
| 7.     | Tirol             | 9    | 2 | 5 | 2 | 10:9  | 11   |
| 8.     | Tiradentes        | 9    | 3 | 1 | 5 | 8:17  | 10   |
| 9.     | Crateús           | 9    | 1 | 3 | 5 | 6:11  | 6    |
| 10.    | Crato             | 9    | 1 | 2 | 6 | 5:14  | 5    |

|  | Kampioen                     |
|  | Promotie                     |
|  | Uitgeschakeld in derde fase  |
|  | Uitgeschakeld in tweede fase |
|  | Degradatie                   |

### Kampioen
| Campeonato Cearense de 2023 - Série B |
| Ceará                                 |
| ------------------------------------- |
| HORIZONTE Kampioen (2° titel)         |